# マイク・シルト
- マイケル・ティモシー・シールド

マイケル・ティモシー・シルト（Michael Timothy Shildt, 1968年8月9日 - ）は、アメリカ合衆国ノースカロライナ州シャーロット出身のプロ野球監督。右投右打。MLBのサンディエゴ・パドレスで監督を務める。
メディアによっては「シールド」と表記されることもある。

## 経歴

### 高校～マイナー時代
地元のオリンピック高校、ノースカロライナ大学アッシュビル校（ブルドッグス）で野球部に所属。
大学卒業後に地元のウェストシャーロット高校のコーチ、ノースカロライナ大学シャーロット校でコーチ（５年間）を経て、セントルイス・カージナルスのスカウトになり、ノースカロライナ州・サウスカロライナ州・バージニア州を担当した。
ジョン・モゼリアクの推薦で2004年から2005年はスカウトとシングルＡの非常勤コーチを兼任、2006年からは常勤のコーチとなった。2008年はジョンソンシティ・カージナルスのコーチ、2009年は同球団の監督に就任した。１年目は37勝30敗、２年目は42勝27敗の成績を残しアパラチアンリーグで優勝し、年間最優秀監督と球団内のジョージキッセル賞に選ばれた。2011年もリーグ優勝しチーム初の２連覇を達成した。ダブルＡのテキサスリーグ所属のスプリングフィールド・カージナルスの監督に就任し（３年間）、ここでもリーグ優勝しベースボール・アメリカの年間最優秀チームに選ばれた。トリプルＡのパシフィック・コースト・リーグのメンフィス・レッドバーズの監督を２年務めた。

### メジャー時代
2017年にはメジャーのコーチ（ベンチコーチ）となった。
2018年7月14日からは監督だったマイク・マシーニーの解任に伴い、代行（8月下旬に正式に監督となる）となった。
2019年11月5日に現行の監督契約は2020年までであったが、3年契約を結び、2022年まで延長した。91勝を挙げ、カージナルスを2015年以来となる4年ぶりのナ・リーグ中地区優勝、5年ぶりのリーグチャンピオンシップシリーズに導き、その手腕が高く評価され、最優秀監督賞を受賞した。プロ未経験の監督が選出されるのは史上初の快挙となった。

## 詳細情報

### 年度別監督成績
| 年 度    | 球 団    | 地 区    | 年 齢    | 試 合 | 勝 利 | 敗 戦 | 勝 率 | 順 位 / チーム数 | 備 考    | ポストシーズン 勝敗 |
| -------- | -------- | -------- | -------- | ----- | ----- | ----- | ----- | ---------------- | -------- | ------------------- |
| 2018     | STL      | NL 中    | 50歳     | 69    | 41    | 28    | .594  | 3 / 5            | 途中就任 |                     |
| 2019     | STL      | NL 中    | 51歳     | 162   | 91    | 71    | .562  | 1 / 5            | NLCS敗退 | 3勝6敗              |
| 2020     | STL      | NL 中    | 52歳     | 58    | 30    | 28    | .517  | 2 / 5            | NLWC敗退 | 1勝2敗              |
| 2021     | STL      | NL 中    | 53歳     | 162   | 90    | 72    | .556  | 2 / 5            | NLWC敗退 | 0勝1敗              |
| 2024     | SD       | NL 西    | 56歳     | 162   | 93    | 69    | .574  | 2 / 5            | NLDS敗退 | 4勝3敗              |
| MLB：5年 | MLB：5年 | MLB：5年 | MLB：5年 | 613   | 345   | 268   | .563  | -                | -        | 8勝12敗             |

- 2024年度シーズン終了時
- 順位の太字はプレーオフ進出（ワイルドカードを含む）
- 太字年は最優秀監督賞受賞年
- WS…ワールドシリーズ、LCS…リーグチャンピオンシップシリーズ、DS…ディビジョンシリーズ

### 表彰
- 最優秀監督賞：1回（2019年）

### 背番号
- 38（2017年）
- 83（2018年 - 同年途中）
- 8（2018年途中 - 2021年）